# Euplerinae
Euplerinae là một phân họ động vật ăn thịt gồm 4 loài đặc hữu tại Madagascar. Phân họ này thuộc họ Eupleridae. Cùng với phân họ Galidiinae, cũng chỉ sinh sống trên đảo Madagascar, hình thành nên họ Eupleridae. Thành viên của phân họ này, trong đó bao gồm fossa (Cryptoprocta ferox), falanouc (Eupleres goudotii và Eupleres major) và cầy hương Madagascar (Fossa fossana), được xếp vào các họ Felidae và Viverridae trước khi dữ liệu di truyền chỉ ra quan hệ họ hàng với những loài ăn thịt Madagascar khác. Trong phân họ, falanouc và cầy hương Madagascar có họ hàng gần với nhau hơn so với fossa.